# Антигон III Досон
Антигон III Досон (на старогръцки: Αντίγονος Δώσων, тоест Обещаващият) е владетел на Древна Македония от 229 до 221 г. пр. Хр. Той е един от най-успешните дипломати и стратези на македонския престол – отразява дарданските и илирийските нашествия и възстановява македонската хегемония над голяма част от Гърция.

## Произход
Антигон Досон принадлежи на рода на Антигонидите. Син е на Деметрий от Кирена, племенник е на цар Антигон Гонат и внук на цар Деметрий Полиоркет. Майка му се казва Олимпиада и е дъщеря на първенец от Лариса.

## Възцаряване
През 229 г.пр.Хр. умира цар Деметрий II. Наследникът му Филип V е едва 8-годишен, а Македония е нападната от дарданите от север и етолийците от юг. Затова македонските първенци решават да поставят начело на държавата върховен военачалник (стратег). Изборът им пада върху Антигон. Той взема за жена вдовицата на Деметрий II (Хризеида или Фтия) и става настойник на сина му като обещава да няма собствени наследници от царицата.
Предполага се, че заради това обещание получава прякора „Досон“ (на старогръцки: Δώσων) – „този, който ще даде“ (т.е. ще върне властта).
По-късно (най-късно към 226 г.пр.Хр.) Антигон приема царска титла, без да накърнява наследствените права на Филип.

## Управление
В началото на управлението си Антигон Досон отблъсква дарданите от поречието на Аксиос и разбива етолийците в Тесалия. През 227 г.пр.Хр. провежда морска експедиция в Кария, в югозападния ъгъл на Мала Азия. Сред градовете, които признават властта му, е Приене.
Повикан на помощ от ахейците, през 225 г.пр.Хр. Антигон Досон се включва в т.нар. Клеоменова война срещу Спарта. В хода на войната завладява Коринт. Обединява под свое върховенство Ахея, Фокида, Беотия, Тесалия, Акарнания и Епир. Освен в Коринт, македонски гарнизони са поставени и в Орхомен и Херея в централната част на Пелопонес. В Спарта също е установен приятелски на Македония режим след решителната победа над Клеомен в битката при Селасия през 222 г.пр.Хр.
Скоро след Селасия, Антигон Досон се завръща в Македония, за да отрази ново нашествие на илирите. Печели още една решителна победа, но на бойното поле му прилошава. Умира през 221 г.пр.Хр., вероятно от туберкулоза. Наследен е от Филип V.